# Boophis burgeri
Boophis burgeri Glaw & Vences, 1994 è una rana della famiglia Mantellidae, endemica del Madagascar.